# Quadroppiidae
Quadroppiidae zijn  een familie van mijten. Bij de familie zijn 5 geslachten met circa 40 soorten ingedeeld.